# Volcher Coiter
Volcher Coiter (o Coyter o Koyter), nascut l'any 1534 a Groningen i mort el 2 de juny de 1576 a França, va ser metge i naturalista dels PaÏsos Baixos.

## Biografia
Es coneix poc de cosa de la vida de Coiter be que s'interessà per l'anatomia i la fisiologia. Va ser alumne d'Ulisse Aldrovandi, però també va comptar amb el suport de mestres com Gabriele Falloppio, Bartolomeo Eustachi i Guillaume Rondelet (a Pàdua, Roma i Montpellier respectivament). És possible que hagués estudiat a prop de Leonhart Fuchs a Tübingen.
Entre 1562 i 1566, ensenya lògica i cirurgia a Bolonya, lloc on comparteix els seus estudis amb Aldrovandi. El 1566, va ser empresonat per la Inquisició al convertir-se a la Reforma, i restà empresonat durant un any. Entre 1566 i 1569, serveix el marcgravi Lluís VI del Palatinat a Amberg. De 1569 a 1576, professa la medicina a Nuremberg. És probable que fos Rudolf Jakob Camerarius qui li trobés aquesta plaça. El 1575, Joan Casimir del Palatinat el contracta com metge durant una campanya militar contra França, on va trobar la mort.

## Contribucions

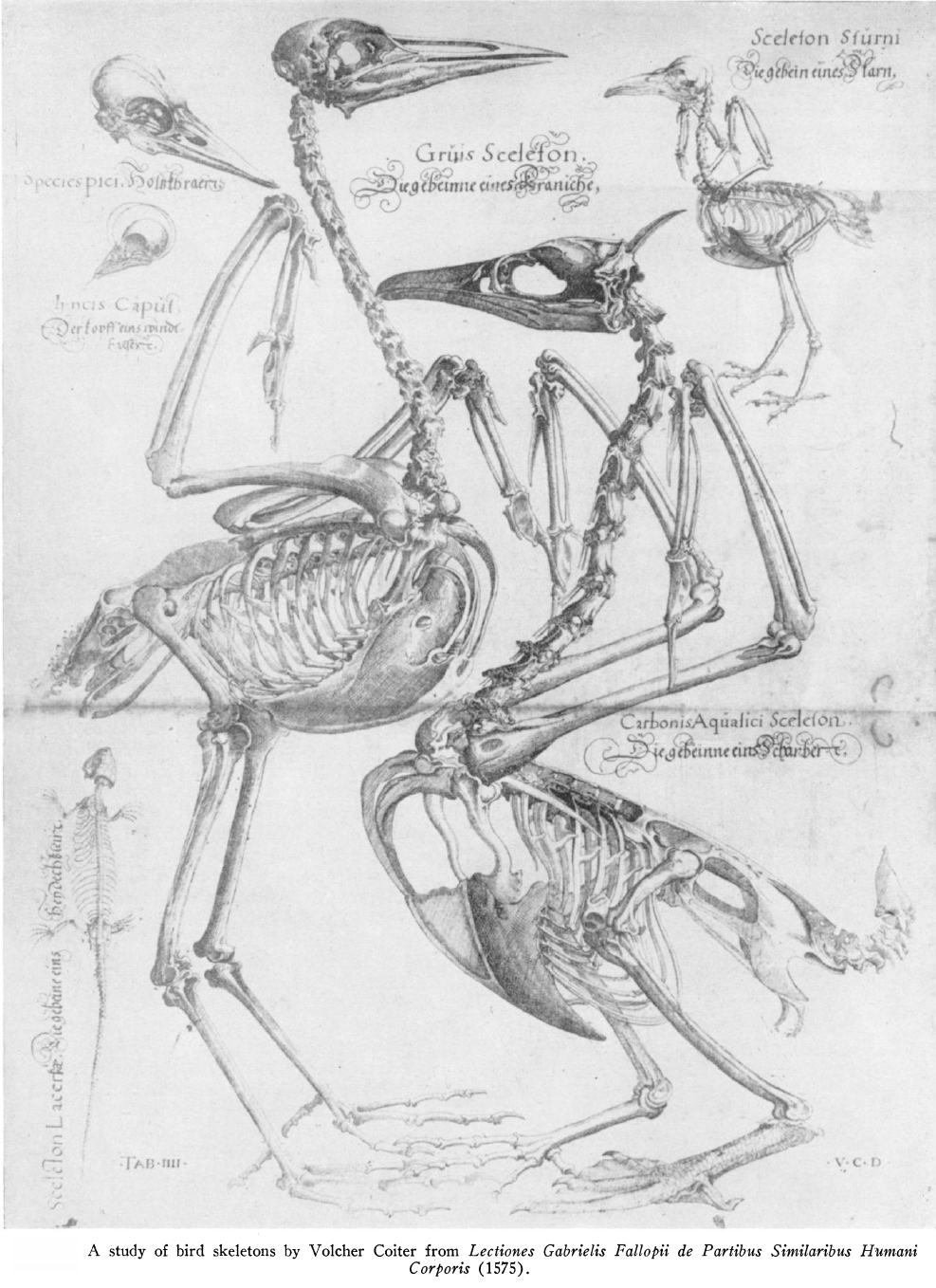
Anatomia d'un ocell, il·lustració de Coiter, cap a 1575

Les seves observacions sobre el desenvolupament del embrió de pollastre són cèlebres : en descriu l'evolució, dia rere dia, fins al eclosió. Descriu els òrgans genitals de la femella a: Externarum i Internarum Principalium Humani Corporis de 1573.
Fa l'observació que de les porcions de teixit del cor recentment extretes continuaven batent durant un cert temps. Comprovà també que eren les parts de la base del cor que batien durant més temps. Sens dubte va ser el primer en descriure aquest fenomen.
Va ser el primer a fer de l'embriologia una disciplina independent.
Coiter estudià molt l'anatomia dels ocells i publicà bons dissenys dels esquelets de grua, de cormorà, de lloro i de pic verd. Els seus escrits mostren que Coiter també coneixia bé el comportament dels ocells.
Va ser el primer en descriure la méningitis cerebroespinal, coneguda també com a meningocòccica.

## Obra
- De ossibus i cartilaginibus corporis humani tabulae, Bolonya, 1566
- Externarum i internarum principalium corporis humani partium tabulae atque anatomicae exercitationes observationes que variae, novis i artificiosissimis figuris illustratae, Nuremberg, 1572
- Diversorum animalium sceletorum explicationes, cum lectionibus Fallopii de partibus similaribus humani corporis, Nuremberg, 1575